# Interprivacy
Interprivacy è uno standard internazionale sviluppato nell'ambito del programma di ricerca europeo. È gestito dal Centro europeo per la certificazione e la privacy (ECCP) e messo a disposizione gratuitamente per gli organismi di certificazione qualificati.
Interprivacy è progettato per certificare la conformità con gli obblighi fondamentali di alcune delle principali normative in materia di protezione dei dati personali, quali:
- Regolamento generale sulla protezione dei dati (GDPR)

- Convenzione 108+ del Consiglio d'Europa sulla protezione dei dati

- Quadro normativo UE-USA in materia di protezione dei dati (DPF)

- Quadro normativo globale sulla privacy transfrontaliera (CBPR) e quadro normativo APEC sulla privacy

- Quadro normativo della protezione dei dati personali nell'ASEAN (Associazione delle Nazioni del Sud-Est Asiatico)

- La Convenzione dell'Unione Africana sulla cibersicurezza e la protezione dei dati personali, comunemente nota come Convenzione di Malabo

- Norme sulla protezione dei dati personali per gli Stati iberoamericani

Interprivacy è stato formalmente approvato dall'International Accreditation Forum (IAF), e qualsiasi dei 95 organismi nazionali dell'IAF può concedere l'accreditamento per l'utilizzo dello schema.
Pur essendo in linea con i criteri fondamentali e la metodologia del Sigillo europeo per la protezione dei dati ai sensi dell'articolo 42 del GDPR, Interprivacy è stato intenzionalmente progettato per essere neutro dal punto di vista geografico. Le organizzazioni possono utilizzare i suoi criteri per documentare e certificare la conformità agli obblighi fondamentali in materia di protezione dei dati in più giurisdizioni, facilitando il riconoscimento reciproco tra diversi standard di privacy.